# Reinhard Vollhardt
Emil Reinhard Vollhardt (* 16. Oktober 1858 in Seifersdorf bei Geithain; † 10. Februar 1926 in Zwickau) war ein deutscher Komponist und Kantor.

## Leben
Vollhardt war seit 1886 in Zwickau als Kantor und Organist tätig und legte mehrere eigene Kirchenkompositionen vor. Neben seinem kirchenmusikalischen Wirken veröffentlichte er 1899 das kirchengeschichtliche Buch Geschichte der Cantoren und Organisten von den Städten im Königreich Sachsen.
Verheiratet war er mit Margarete geborene Wittich, die ebenfalls als Komponistin und als Dichterin tätig war.